# Akrahreppur
Akrahreppur (kiejtése: ˈaːkraˌr̥ɛhpʏr̥, más néven Blönduhlíðarhreppur) önkormányzat Izland Északnyugati régiójában.
A Sturlung-korban itt zajlott az Örlygsstaðiri csata.

## Fordítás
- Ez a szócikk részben vagy egészben  az   Akrahreppur című izlandi Wikipédia-szócikk ezen változatának fordításán alapul.  Az eredeti cikk szerkesztőit annak laptörténete sorolja fel. Ez a jelzés csupán a megfogalmazás eredetét és a szerzői jogokat jelzi, nem szolgál a cikkben szereplő információk forrásmegjelöléseként.